# Павлов, Максим (футболист)
Макси́м Па́влов (эст. Maksim Pavlov; род. 17 июля 2003, Нарва, Эстония) — российский футболист, вратарь эстонского клуба «Нымме Калью».

## Карьера
Начинал играть в команде из своего родного города — «Нарва-Транс». Играл в команде до 19 лет. В 2016 году перешёл в молодёжную команду столичного клуба «Легион», где был заявлен за команды до 17 и 19 лет. В 2020 году вернулся в «Нарва-Транс». В начале 2021 года стал игроком основной команды. Дебютировал в Премиум-Лиге летом 2021 года в матче с «Вильянди». В Кубке Эстонии сыграл в матче второго круга против ФК «Вастселиина».
В июле 2023 года перешел в столичный клуб «Нымме Калью», до этого был в «Левадии», где не сыграл ни одной игры за основную команду. В 2024 году вместе с командой занял второе место, а 22 февраля 2025 года стал финалистом Суперкубка Эстонии.

## Достижения
Нымме Калью
- Серебряный призёр чемпионата Эстонии (1): 2024
- Обладатель Кубка Эстонии (1): 2024/25
- Финалист Суперкубка Эстонии (1): 2025

Нымме Калью U21
- Серебряный призёр Первой лиги Б (1): 2024